# Luna Rossa Challenge
El Luna Rossa Challenge, cuya denominación era Luna Rossa Prada Pirelli Team debido al patrocinio de Prada y Pirelli, es un equipo de vela del Círculo de Vela Sicilia. Anteriormente navegó para el Club de Yates Punta Ala y para el Club de Yates Italiano, y tuvo el nombre comercial de Prada Challenge.
Es famoso por sus participaciones en la Copa América, pero también ha competido en la Fastnet Race, donde quedó segundo en 2009 con el STP65 "Luna Rossa" (yate con el que ganó la Middle Sea Race también en 2009), el Circuito Audi MedCup de 2010, donde compitió en la clase TP52, o las Extreme Sailing Series de 2011, que ganó con un Extreme 40.

## Historia
Se creó en el año 1997 por Patrizio Bertelli, director general de  Prada, con el nombre de “Prada Challenge for the America’s Cup 2000”, para competir en la 30.ª edición de la Copa América.

### Copa América 2000
En la 30.ª edición de la Copa América, en el año 2000 fue el equipo que representó al Club de Yates Punta Ala y  ganó la Copa Louis Vuitton, por lo que le disputó la Copa América al equipo del club defensor, el Real Escuadrón de Yates de Nueva Zelanda, que en aquella ocasión fue el Team New Zealand. Perdió por 5-0. Utilizó dos yates, ambos botados con el nombre de "Luna Rossa", el ITA 48 en las fases previas y el ITA 45 en las regatas decisivas.

### Copa América 2003
Repitió participación en la 31.ª edición de la Copa América, en 2003, representando nuevamente al Club de Yates Punta Ala. En esta edición además de los yates ITA 48 y ITA 45, también compitió con el ITA 74 y el ITA 80 (también bautizados como "Luna Rossa"). Con Francesco de Angelis como patrón, quedaron eliminados en semifinales de la Copa Louis Vuitton ante el OneWorld Challenge de James Spithill. 

### Copa América 2007
Por tercera vez consecutiva se presentaron en la Copa América en la edición de 2007, pero esta vez bajo la grímpola del Club de Yates Italiano. Francesco de Angelis contrató a James Spithill y llegaron a la final de la Copa Louis Vuitton, donde perdieron ante el Team New Zealand del Real Escuadrón de Yates de Nueva Zelanda.
Utilizaron los yates ITA 74 , ITA 80 , ITA 86 y ITA 94. 

### Copa América 2013
En 2013 vuelven a presentar un desafío a la Copa América representando a otro club, el Círculo de Vela Sicilia. 

### Copa América 2017
El 12 de junio de 2014 anunció oficialmente que volvería a presentar un equipo en la Copa América de 2017, pero el 2 de abril de 2015 anunció su renuncia por su desacuerdo con los continuos cambios en la reglamentación de los yates. 

### Copa América 2021
Tras la victoria del Real Escuadrón de Yates de Nueva Zelanda en la Copa América de 2017, el Círculo de Vela Sicilia fue presentado como nuevo Challenger of Record para la edición de 2021, y comunicó que su equipo sería de nuevo el Luna Rossa Challenge. 
Su AC75, denominado "Luna Rossa 2", se construyó en el astillero Persico Marine de Nembro (Bérgamo). Su tripulación estuvo formada por James Spithill (patrón), Francesco Bruni (timonel); Pietro Sibello (trimmer mayor); Emanuele Liuzzi (grinder); Enrico Voltolini (grinder/trimmer); Gilberto Nobili; Matteo Celon (grinder); Nicholas Brezzi (ginder); Pierluigi De Felice (grinder/trimmer); Romano Baltisi (grinder); Umberto Milineris (grinder/trimmer). El director del equipo fue Max Sirena, con Gilberto Nobili como encargado de operaciones, Horacio Carabelli como coordinador de diseño, y Philippe Presti como entrenador.  
Ganó las Challenger Selection Series (Copa Prada) al American Magic y al INEOS Team UK, enfrentándose al Team New Zealand en el America’s Cup Match.

### Copa América 2024
Con el nombre de Luna Rossa Prada Pirelli Team, debido al patrocinio de Prada y Pirelli, presentó nuevamente su desafío en la edición de 2024 con Max Sirena de patrón y con James Spithill y Francesco Bruni de timoneles. Ganó las semifinales de la Copa Louis Vuitton al American Magic del Club de Yates de Nueva York por 5 a 3, enfrentándose en la final al INEOS Britannia del Real Escuadrón de Yates.